# Phloeomys cumingi
Il ratto delle cortecce gigante meridionale (Phloeomys cumingi  Waterhouse, 1839) è un roditore della famiglia dei Muridi endemico di Luzon, Filippine e di alcune isole vicine.

## Descrizione

### Dimensioni
Roditore di grandi dimensioni, con la lunghezza della testa e del corpo tra 397 e 438 mm, la lunghezza della coda tra 274 e 314 mm, la lunghezza del piede tra 74 e 85 mm, la lunghezza delle orecchie tra 34 e 37 mm e un peso fino a 2,1 kg.

### Aspetto
La pelliccia è lunga e ruvida. Le parti superiori sono marroni scure, talvolta con dei riflessi rossicci, cosparse di lunghi peli più chiari, mentre le parti ventrali sono più chiare. Il muso è breve, gli occhi sono relativamente piccoli. Le orecchie sono corte e densamente ricoperte di lunghi peli sulla superficie esterna. I piedi sono grandi e larghi. La coda è più corta della testa e del corpo ed è densamente ricoperta di lunghi peli nerastri. Il cariotipo è 2n=44 FN=66.

## Biologia

### Comportamento
È una specie arboricola e notturna. Costruisce i nidi nelle cavità degli alberi. Talvolta scende al suolo alla ricerca di cibo.

### Alimentazione
Si nutre di foglie, fiori e prodotti agricoli come le patate dolci e il chayote.

### Riproduzione
Le femmine danno alla luce solitamente un piccolo alla volta, anche se raramente possono essere due. L'aspettativa di vita in cattività è di circa 14 anni.

## Distribuzione e habitat
Questa specie è diffusa sull'isola di Luzon, Catanduanes e Marinduque, nelle Filippine.
Vive nelle foreste secondarie di pianura fino a 1.100 metri di altitudine. Sono state osservate popolazioni stabili all'interno di piantagioni di Noci da Cocco.

## Conservazione
La IUCN Red List, considerato l'areale limitato e altamente frammentato e il declino della popolazione in alcune zone, classifica P.cumingi come specie vulnerabile (VU).